# Trapezaspis kaiman
Trapezaspis kaiman är en insektsart som beskrevs av Ludwig Redtenbacher 1908. Trapezaspis kaiman ingår i släktet Trapezaspis och familjen Phasmatidae. Inga underarter finns listade i Catalogue of Life.